# Franco Maria Malfatti
Franco Maria Malfatti (13. června 1927, Řím – 10. prosince 1991, Řím) byl italský politik, představitel středopravé Křesťanské demokracie. V letech 1970–1972 byl předsedou Evropské komise. Za jeho předsednictví byly zahájeny rozhovory o přistoupení s Dánskem, Irskem, Norskem a Spojeným královstvím. Také v italské politice zastával řadu vládních postů: ministr státních podniků (1969–1970), ministr pošt a telekomunikací (1970), ministr školství (1973–1978), ministr financí (1978–1979), ministr zahraničních věcí (1979–1980). Od roku 1987 vedl italskou delegaci v Radě Evropy a Západoevropské unii. Uvnitř Křesťanské demokracie měl blízko ke skupině kolem Aldo Mora.